# La Ladrillera (Perú)
La Ladrillera es un caserío peruano ubicado en el distrito de La Cruz, perteneciente a la provincia y el departamento de Tumbes, al norte del Perú. 

## Ubicación
La Ladrillera se ubica al noroeste de la provincia de Tumbes, en el distrito de La Cruz, en el departamento de Tumbes.

## Demografía
En 2017 La Ladrillera tenía una población de 144 habitantes.